# Харес (вазописец)
Харес (др.-греч. Χάρης) —древнегреческий вазописец, работавший в Коринфе во второй четверти VI в. до н. э.
Он известен благодаря своей подписи на позднекоринфнской пиксиде, место находки которой не сохранилось. На сосуде, хранящемся в настоящее время в Лувре, в технике силуэтов изображены всадники из мифа о Троянской войне.